# Lost Boys (Grimm)
Lost Boys (titulado en las emisiones en español como Los Niños Perdidos, tanto para Hispanoamérica como para España) es el tercer episodio de la quinta temporada de la serie de televisión estadounidense de drama sobrenatural y policial Grimm. El guion principal del episodio fue escrito por Sean Calder, mientras que la dirección general estuvo a cargo de Aaron Lipstadt. 
El episodio se transmitió originalmente el 13 de noviembre del año 2015 por la cadena de televisión NBC. En Hispanoamérica el episodio se estrenó el 2 de marzo de 2016 por el canal Universal Channel.
Una mujer desaparecida hace dos años, muere mientras escapa de tres niños y una niña de la calle wesens; Nick y Hank investigan el caso sin saber que, pocas horas después Rosalee se verá involucrada. Nick vende su casa y se muda con Adalind y su hijo Kelly a un loft preparado para un eventual ataque. Meisner, de la Resistencia, toma contacto con el capitán Renard. El movimiento Occultatum Libera! parece estar en todas partes.

## Título y epígrafe

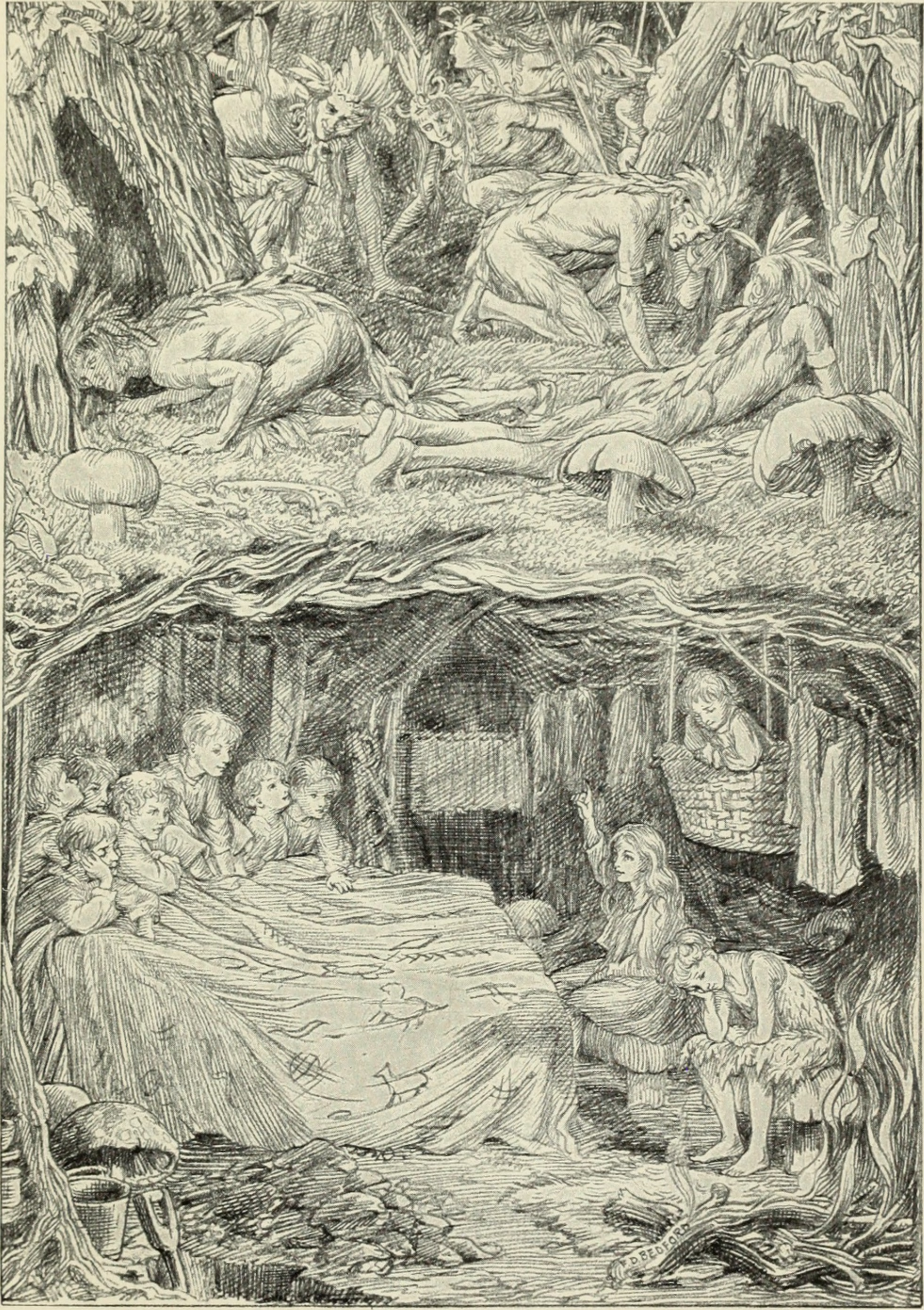
Los Niños Perdidos oyen un relato de Wendy. Ilustración de la primera edición de la novela Peter and Wendy (1911).

El título, Lost Boys (literalmente "Niños Perdidos") está tomado de la obra Peter and Wendy del escritor escocés James M. Barrie, publicada primero como obra teatral en 1904 y luego como novela en 1912. En la versión de Barriel los Niños Perdidos eran seis: Tootles, Nibs, Slightly, Curly (Cubby en la película de Disney) y Los Gemelos (primer gemelo y segundo gemelo). Barriel cuenta en una versión de su obra en 1928, que los Niños Perdidos eran niños (no niñas), que "se cayeron de sus cunas cuando la enfermera estaba mirando para otro lado y si no eran reclamados en siete días, eran enviados muy lejos a la Tierra de Nunca Jamás" donde Peter Pan es su capitán. No hay "Niñas Perdidas" porque, como Peter explica, las niñas son demasiado inteligentes para caerse de sus cunas.
El epígrafe también corresponde a Peter Pan, pero en este caso al texto de la versión de Walt Disney en la película Peter Pan de 1953. La frase la pronuncia uno de los niños perdidos, Cubby, en 1:10:56. 

Original en inglés
"I think I had a mother once."
Versiones en español
Hispanoamérica"Creo que una vez tuve una madre".
España"Creo que una vez tuve una madre".

La frase tomada como epígrafe es parte de una escena en la que Wendy está fastidiada, por haber visto a Peter Pan, sus hermanos y los niños perdidos, bailando y jugando con miembros de una tribu indígena, que ella califica de "salvajes", aunque realmente lo que la molestó el ver a Peter jugando con una niña de la tribu, Tiger Lily. Wendy manda a dormir a sus hermanos, Michael y John, porque al día siguiente deben dejar la Tierra de Nunca Jamás y volver a su casa. Pero Michael, el menor, se niega, generándose el siguiente diálogo, en cuyo curso se pronuncia la frase del epígrafe:

Original
Wendy: Do you want to stay here and grow up like... like savages?
Michael: Of course.
Wendy: But you can't. You need a mother. We all do.
Michael: Aren't you our mother, Wendy?
Wendy: Why, Michael, of course not! Surely you haven't forgotten our real mother!
Michael: Did she have silky ears and wear a fur coat?
Wendy: Oh, no, Michael. That was Nana.
Cubby: I think I had a mother once.
Twins: What was she like? - What was she like?
Cubby: I forget.
Slightly: I had a white rat!
Cubby: That's no mother!
Traducción
Wendy: ¿Quieren acaso quedarse aquí y crecer como... como salvajes?
Michael: ¡Por supuesto!
Wendy: Pero no puedes. Necesitas una madre. Todos la necesitamos.
Michael: ¿No eres tú nuestra madre, Wendy?
Wendy: ¿Por qué? Michael, ¡por supuesto que no! ¡Seguramente no habrás olvidado a nuestra verdadera madre!
Michael: ¿Tenía unas orejas sedosas y usaba un tapado de piel?
Wendy: Oh, no, Michael. Esa era Nana.
Cubby: Creo que una vez tuve una madre.
Gemelos: ¿Cómo era? ¿Cómo era?
Cubby: Lo olvidé.
Slightly: ¡Yo tuve una rata blanca!
Cubby: !Eso no es una madre!

## Argumento
La trama principal del capítulo, se concentra sobre el caso criminal de la semana, en la que se verá involucrada Rosalee. Una mujer huye desesperada de tres niños y una niña de la calle wesens, cuando cae por un barranco y muere. Las cuatro criaturas habían logrado sobrevivir, usando sus poderes para secuestrar mujeres y obligarlas a ser su madre. Mientras Nick, Hank y Wu descubren que la mujer había desaparecido hacía dos años, los niños van a la tienda de Rosalee y la secuestran después de drogarla, para reemplazar a "la madre" perdida. Monroe oye por el teléfono que la están secuestrando a Rosalee y sale corriendo a defenderla, pero llega tarde. Cuando Rosalee vuelve en sí, se adapta rápidamente a la situación y termina contándoles a los niños, un terribles cuento de wesens y grimms, que su propio padre le contaba a ella. Los niños se quedan dormidos y Rosalee aprovecha a escapar, pero cae en un pozo construido por los niños, a la manera de trampa.
Mientras tanto, atando cabos y utilizando el olfato de Monroe, los policías y el propio Monroe dan con la precaria choza en la que viven los niños. Cuando se disponen a golpearlos, Rosalee los detiene avisándole que son solo niños. Los niños son detenidos y puestos a disposición del Estado, para que sean internados en orfanatos, separando a la niña de los otros tres niños. La cámara sigue a los niños perdidos hasta el orfanato y registra cómo los celadores están adoctrinando a los niños con una frase: Occultatum Libera!, la frase que está usando el movimiento insurreccional wesen.
Dos tramas secundarias incluye el capítulo: a) la nueva relación que están manteniendo Nick y Adalind; b) las acciones que está llevando adelante la Resistencia en Portland, conducida por Meisner.
Nick vende la casa y se muda con Adalind a una exfábrica convertida en loft, preparada para defenderse de un ataque. Meisner por su parte, toma contacto con Renard, y le cuenta que mató al Rey y rescató a su hija Diana, quien ahora está en su poder. En la última escena, Meisner abre la puerta de la celda donde tiene secuestrada a Trubel y dice: "Vamos, ya es tiempo". Trubel duda, pero inmediatamente después lo sigue.

## Elenco regular
- David Giuntoli como Nick Burkhardt.
- Russell Hornsby como Hank Griffin.
- Silas Weir Mitchell como Monroe.
- Sasha Roiz como el capitán Renard.
- Bree Turner como Rosalee Calvert.
- Claire Coffee como Adalind Schade.
- Reggie Lee como el sargento Wu.